# Episteme bisma
Episteme bisma är en fjärilsart som beskrevs av Moore 1859. Episteme bisma ingår i släktet Episteme och familjen nattflyn. Inga underarter finns listade i Catalogue of Life.